# Фернандес, Лейла
Ле́йла А́нни Ферна́ндес (фр. Leylah Annie Fernandez; род. 6 сентября 2002, Монреаль) — канадская теннисистка. Финалистка одного турнира Большого шлема в одиночном разряде (Открытый чемпионат США 2021) и одного турнира Большого шлема в женском парном разряде (Открытый чемпионат Франции 2023), победительница четырёх турниров WTA в одиночном разряде, обладательница Кубка Билли Джин Кинг (2023) в составе сборной Канады.
Бывшая первая ракетка мира в юниорском рейтинге, победительница одного юниорского турнира Большого шлема в одиночном разряде (Открытый чемпионат Франции — 2019), финалистка одного юниорского турнира Большого шлема в одиночном разряде (Открытый чемпионат Австралии — 2019).

## Игровая карьера

### Юношеская карьера и начало профессиональных выступлений
Лейла Фернандес начала учиться теннису под руководством своего отца, Хорхе (бывшего футболиста), перебравшегося в Канаду из Эквадора в детстве. Младшая сестра Лейлы, Бьянка Жоли, также активно занимается теннисом. Детская теннисная карьера Лейлы, в отличие от многих молодых канадских теннисистов, развивалась вне рамок подготовительной программы Федерации тенниса Канады. В Монреале её тренировал тренер из Бельгии Франсиско Санчес; однако когда семья перебралась во Флориду, с ней снова работал Хорхе (позже семья получила финансирование от федерации, и за обучение Лейлы взялся тренер Дэйв Райнберг). В 15 лет Фернандес впервые сыграла в юниорском турнире Большого шлема — Открытом чемпионате Франции. Там она дошла до полуфинала, проиграв будущей чемпионке Кори Гауфф. Эту поездку в Париж финансировала не федерация, а частный фонд. Только в 2019 году Лейла получила стипендию на поездку на соревнования.
В начале 2019 года Фернандес стала финалисткой Открытого чемпионата Австралии в одиночном разряде среди девушек, поднявшись после этого на четвёртую позицию в юниорском рейтинге ITF, а в июне завоевала титул в Открытом чемпионате Франции. Она стала первой представительницей Канады, завоевавшей одиночный юниорский титул на «Ролан Гаррос» (до этого канадцы побеждали на Уимблдоне и Открытом чемпионате США) и первой с 2004 года, кому удалось выиграть этот турнир, занимая первое место в посеве. За шесть матчей в Париже Фернандес не отдала соперницам ни одного сета.
В промежутке между юниорскими турнирами Большого шлема 2019 года Фернандес впервые выступила за сборную Канады в Кубке Федерации. В своей дебютной встрече в Простеёве (Чехия) 16-летняя Лейла уступила 19-летней Маркете Вондроушовой. В сентябре канадка добралась до первого места в юниорском рейтинге ITF, но к этому времени она уже прекратила участвовать в турнирах для девушек (Открытый чемпионат Франции стал последним её турниром на юниорском уровне).
За вторую половину сезона 2019 года Фернандес завоевала три титула в турнирах женского цикла ITF, победив как в одиночном, так и в парном разряде в Гатино (Квебек), а затем выиграв турнир с призовым фондом 60 000 долларов в Сагенее в паре с Мелоди Коллар. Она также стала финалисткой турнира-80-тысячника в Гранби (Канада), где уступила австралийке Лизетте Кабрере

### 2020—2021
В начале 2020 года на Открытом чемпионате Австралии впервые в карьере пробилась в основную сетку взрослого турнира Большого шлема, но в первом круге проиграла Лорен Дэвис. В феврале в матче Кубка Федерации против сборной Швейцарии одержала первую победу в карьере над соперницей из первой десятки рейтинга — 5-й ракеткой мира Белиндой Бенчич, — в отсутствие Бьянки Андрееску принеся единственное очко сборной Канады. В конце того же месяца Фернандес, занимавшая 190-е место в рейтинге, дошла до финала международного турнира в Акапулько, где уступила 69-й ракетке мира Хезер Уотсон после побед над тремя другими соперницами из первой сотни. С победительницей Открытого чемпионата Австралии Софией Кенин канадка встретилась во втором круге Открытого чемпионата США, проиграв в двух сетах. После этого она, обыграв соперниц, занимавших в рейтинге 36-е и 47-е места, дошла до третьего круга в Открытом чемпионате Франции, где её остановила 11-я ракетка мира Петра Квитова. Концовку сезона Фернандес провела в турнирах ITF, где выступала в паре с младшей сестрой Бьянкой, в том числе побывав в финале в Шарм-эш-Шейхе. В середине сентября Лейла вошла в число ста сильнейших теннисисток мира в одиночном разряде, а к концу года достигла в рейтинге 88-го места, в парах же её положение в конце третьей сотни практически не изменилось.
В начале 2021 года Фернандес в паре с Хезер Уотсон вышла в третий круг Открытого чемпионата Австралии. В марте на Акапулько, Мексика она завоевала первый титул WTA в карьере. В свои 18 лет Фернандес была самым молодым игроком в основной сетке, нл выиграла, не отдав ни одного сета по ходу турнира. На Открытом чемпионате Франции канадка выбыла из борьбы во втором круге в одиночном разряде, на тай-брейке в третьем сете уступив 24-й ракетке мира Унс Джабир, а в паре с Габриэлой Дабровски дошла, как и в Австралии, до третьего круга, где канадки проиграли будущим чемпионкам Барборе Крейчиковой и Катерине Синяковой. На Олимпийских играх в Токио Фернандес проиграла во втором круге в одиночном разряде и в первом — в женских и смешанных парах.
На Открытом чемпионате США Фернандес, занимавшая в рейтинге 73-ю позицию, последовательно одержала четыре победы над сеяными соперницами, в том числе тремя игроками из первой пятёрки рейтинга (Наоми Осака, Элина Свитолина и Арина Соболенко) и двумя предыдущими победительницами этого турнира (Осака, Анжелика Кербер), в трёхсетовых матчах. Канадка стала самой молодой теннисисткой, обыгравшей двух или больше соперниц из первой пятёрки, с 1999 года, когда это удалось 17-летней Серене Уильямс. В финале, однако, она проиграла занимающей 150-е место в рейтинге 18-летней британке Эмме Радукану со счётом 4:6, 3:6. На следующей неделе Фернандес поднялась в рейтинге на 45 позиций, до 28-е места, пропустив вперёд Радукану, добравшуюся до 23-го. За остаток года поднялась до 24-й позиции в рейтинге. По итогам сезона претендовала на Приз имени Лу Марша — награду лучшему спортсмену года в Канаде вне зависимости от пола — и была удостоена премии Бобби Розенфельд, награды, присуждаемой лучшей спортсменке года в стране спортивными журналистами Канады.

### 2022—2024
Весной 2022 года Фернандес во второй раз подряд завоевала титул в Монтеррее. В финале она победила колумбийку Камилу Осорио в трёх сетах, в последнем из которых проигрывала 4:1 по геймам, а затем отыграла пять матчболов. На Открытом чемпионате Франции канадка дошла до четвертьфинала, обыграв двух сеяных соперниц, и к августу достигла 13-го места в рейтинге. Однако на Открытом чемпионате США она не смогла приблизиться к прошлогоднему успеху, проиграла уже во втором круге и окончила сезон на 40-й позиции. В конце года со сборной Канады участвовала в финальном турнире Кубка Билли Джин Кинг, где в группе победила со счётом 6:0, 6:0 представляющую Италию Федерику Тревизан, но затем уступила выступавшей за сборную Швейцарии Белинде Бенчич. Швейцарки в итоге и завоевали Кубок.
В 2023 году основные успехи Фернандес пришлись на парный разряд. В паре с американкой Бетани Маттек-Сандс она дошла до финала турнира базовой категории в Окленде, а затем с Тейлор Таунсенд — также до финала премьер-турнира в Майами, где они проиграли одному из сильнейших тандемов мира Кори Гауфф-Джессика Пегула. На Открытом чемпионате Франции Фернандес и Таунсенд обыграли посеянных восьмыми Габриэлу Дабровски и Луизу Стефани в третьем раунде и взяли реванш у Гауфф и Пегулы в полуфинале, но в финале проиграли в трёх сетах несеяной паре — бывшей первой ракетке мира Се Шувэй и Ван Синьюй. Лишь в самом конце сезона их обошли в гонке за право участвовать в итоговом турнире года Вера Звонарёва и Лаура Зигемунд. В октябре Фернандес также завоевала третий в карьере титул WTA в одиночном разряде, обыграв на пути к победе в Гонконге соперниц, сеяных под 1-м и 5-м номерами. Она завершила сезон завоеванием со сборной Канады первого в её истории Кубка Билли Джин Кинг. За всю неделю финального турнира Кубка она не отдала соперницам ни одной игры ни в одиночном, ни в парном разряде. Среди прочего, в полуфинале против сборной Чехии Фернандес победила 7-ю ракетку мира Маркету Вондроушову, а затем с Дабровски обыграла Синякову и Крейчикову — четвёртую пару мира. Она завершила год на 35-м месте в одиночном рейтинге и на 20-м в парном.
Сезон 2024 года начала с участия в United Cup в составе сборной Канады. Фернандес и Стивен Диес победили команду Чили, но проиграли грекам (которых представляли игроки первых десяток рейтинга Мария Саккари и Стефанос Циципас) и не сумели выйти из отборочной группы. На премьер-турнире в Катаре Фернандес обыграла соперниц, занимающих в рейтинге 15-е и 7-е места, и вышла в четвертьфинал, где уступила 4-й ракетке мира и будущей финалистке Елене Рыбакиной. Накануне Уимблдонского турнира стала финалисткой в турнире WTA 500 в Истборне, также обыграв по пути двух сеяных соперниц, но на само́м Уимблдоне выбыла из борьбы уже во втором раунде, проиграв возвращавшейся на корт Каролине Возняцки. На Олимпиаде в Париже в третьем круге уступила ещё одной бывшей первой ракетке мира Анжелике Кербер, а в паре с Дабровски проиграла во втором раунде будущим финалисткам Диане Шнайдер и Мирре Андреевой. В преддверии Открытого чемпионата США дошла в парах до полуфинала Открытого чемпионата Канады (с младшей сестрой Бьянкой) и до финала премьер-турнира в Цинциннати (с Юлией Путинцевой); в одиночном разряде в Цинциннати победила Рыбакину, после чего в четвертьфинале проиграла 6-й ракетке мира Джессике Пегуле. На Открытом чемпионате США была посеяна под 23-м номером, но выбыла из борьбы уже в первом раунде. После этого до конца сезона в основном показывала рядовые результаты (за исключением выхода в полуфинал премьер-турнира в Ухане в паре с Алдилой Сутджиади) и закончила его на 31-м месте в рейтинге в одиночном разряде и на 32-м в парном.

## Итоговое место в рейтинге WTA по годам
| Год  | Одиночный рейтинг | Парный рейтинг |
| 2024 | 31                | 32             |
| 2023 | 35                | 20             |
| 2022 | 40                | 76             |
| 2021 | 24                | 74             |
| 2020 | 88                | 293            |
| 2019 | 209               | 296            |
| 2018 | 487               | 981            |
| 2017 | 728               |                |

## Выступления на турнирах

### Финалы турниров Большого шлема в одиночном разряде (1)

#### Поражения (1)
| №  | Год  | Турнир                 | Покрытие | Соперница в финале | Счёт    |
| 1. | 2021 | Открытый чемпионат США | Хард     | Эмма Радукану      | 4-6 3-6 |

### Финалы турнировWTAв одиночном разряде (7)

#### Победы (4)
| Легенда:                               |
| -------------------------------------- |
| Турниры Большого шлема                 |
| Олимпиада                              |
| Итоговый турнир WTA                    |
| Premier Mandatory / WTA 1000 Mandatory |
| Premier 5 / WTA 1000                   |
| Premier / WTA 500 (1)*                 |
| International / WTA 250 (3)            |

| Титулы по покрытиям | Титулы по месту проведения матчей турнира |
| ------------------- | ----------------------------------------- |
| Хард (4)*           | Зал (0)                                   |
| Грунт (0)           | Зал (0)                                   |
| Трава (0)           | Открытый воздух (4)                       |
| Ковёр (0)           | Открытый воздух (4)                       |

* количество побед в одиночном разряде.
| №  | Дата            | Турнир                 | Покрытие | Соперница в финале | Счёт              |
| 1. | 21 марта 2021   | Монтеррей, Мексика     | Хард     | Виктория Голубич   | 6-1 6-4           |
| 2. | 6 марта 2022    | Монтеррей, Мексика (2) | Хард     | Камила Осорио      | 6-7(5) 6-4 7-6(3) |
| 3. | 15 октября 2023 | Гонконг                | Хард     | Катерина Синякова  | 3-6 6-4 6-4       |
| 4. | 27 июля 2025    | Вашингтон, США         | Хард     | Анна Калинская     | 6-1 6-2           |

#### Поражения (3)
| №  | Дата             | Турнир                  | Покрытие | Соперница в финале | Счёт           |
| 1. | 29 февраля 2020  | Акапулько, Мексика      | Хард     | Хезер Уотсон       | 4-6 7-6(8) 1-6 |
| 2. | 12 сентября 2021 | Открытый чемпионат США  | Хард     | Эмма Радукану      | 4-6 3-6        |
| 3. | 29 июня 2024     | Истборн, Великобритания | Трава    | Дарья Касаткина    | 3-6 4-6        |

### Финалы турнировWTA 125иITFв одиночном разряде (3)

#### Победы (1)
| Легенда:         |
| ---------------- |
| WTA 125 (0)*     |
| 100 000 USD (0)* |
| 80 000 USD (0)   |
| 60 000 USD (0+1) |
| 25 000 USD (1+1) |
| 15 000 USD (0)   |

| Титулы по покрытиям | Титулы по месту проведения матчей турнира |
| ------------------- | ----------------------------------------- |
| Хард (1+2)*         | Зал (0+1)*                                |
| Грунт (0)           | Зал (0+1)*                                |
| Трава (0)           | Открытый воздух (1+1)                     |
| Ковёр (0)           | Открытый воздух (1+1)                     |

* количество побед в одиночном разряде + количество побед в парном разряде.
| №  | Дата         | Турнир         | Покрытие | Соперница в финале | Счёт        |
| 1. | 21 июля 2019 | Гатино, Канада | Хард     | Карсон Брэнстин    | 3-6 6-1 6-2 |

#### Поражения (2)
| №  | Дата            | Турнир         | Покрытие | Соперница в финале | Счёт        |
| 1. | 28 июля 2019    | Гранби, Канада | Хард     | Лизетта Кабрера    | 1-6 4-6     |
| 2. | 20 октября 2019 | Уэйко, США     | Хард     | Фернанда Контрерас | 3-6 6-2 1-6 |

### Финалы турниров Большого шлема в парном разряде (1)

#### Поражения (1)
| №  | Год  | Турнир                     | Покрытие | Партнёр         | Соперницы в финале  | Счёт           |
| 1. | 2023 | Открытый чемпионат Франции | Грунт    | Тейлор Таунсенд | Ван Синьюй Се Шувэй | 6-1 6-7(5) 1-6 |

### Финалы турнировWTAв женском парном разряде (4)

#### Поражения (4)
| №  | Дата            | Турнир                     | Покрытие | Партнёрша           | Соперницы в финале         | Счёт           |
| 1. | 8 января 2023   | Окленд, Новая Зеландия     | Хард     | Бетани Маттек-Сандс | Мию Като Алдила Сутджиади  | 6-1 5-7 [4-10] |
| 2. | 2 апреля 2023   | Майами, США                | Хард     | Тейлор Таунсенд     | Кори Гауфф Джессика Пегула | 6-7(6) 2-6     |
| 3. | 11 июня 2023    | Открытый чемпионат Франции | Грунт    | Тейлор Таунсенд     | Ван Синьюй Се Шувэй        | 6-1 6-7(5) 1-6 |
| 4. | 18 августа 2024 | Цинциннати, США            | Хард     | Юлия Путинцева      | Эйжа Мухаммад Эрин Рутлифф | 6-3 1-6 [4-10] |

### Финалы турнировWTA 125иITFв женском парном разряде (5)

#### Победы (2)
| №  | Дата            | Турнир          | Покрытие   | Партнёрша      | Соперницы в финале           | Счёт       |
| 1. | 21 июля 2019    | Гатино, Канада  | Хард       | Ребекка Марино | Марсела Сакариас Сюй Цзеюй   | 7-6(5) 6-3 |
| 2. | 26 октября 2019 | Сагеней, Канада | Хард (зал) | Мелоди Коллар  | Саманта Маррей Бибиана Схофс | 7-6(3) 6-2 |

#### Поражения (3)
| №  | Дата            | Турнир               | Покрытие   | Партнёрша        | Соперницы в финале                    | Счёт           |
| 1. | 2 ноября 2019   | Торонто, Канада      | Хард (зал) | Мелоди Коллар    | Робин Андерсон Жессика Понше          | 6-7(7) 2-6     |
| 2. | 25 октября 2020 | Шарм-эш-Шейх, Египет | Хард       | Бьянка Фернандес | Вероника Пепеляева Анастасия Тихонова | 6-4 3-6 [6-10] |
| 3. | 2 мая 2025      | Вик, Испания         | Грунт      | Лулу Сун         | Бьянка Андрееску Алдила Сутджиади     | 2-6 4-6        |

### Финалы командных турниров (1)

#### Победы (1)
| №  | Год  | Турнир                | Место проведения | Покрытие   | Команда                                                             | Соперницы в финале                                                        | Счёт |
| -- | ---- | --------------------- | ---------------- | ---------- | ------------------------------------------------------------------- | ------------------------------------------------------------------------- | ---- |
| 1. | 2023 | Кубок Билли Джин Кинг | Севилья, Испания | Хард (зал) | Канада Э. Бушар, Г. Дабровски, Р. Марино, М. Стакушич, Л. Фернандес | Италия Л. Бронцетти, Э. Коччаретто, Ж. Паолини, Л. Стефанини, М. Тревизан | 2:0  |